# Mitogen
Mitogene sind Zellteilungen anregende Proteine.

## Immunologie
Mitogene regen Zellteilungen bei B- und T-Zellen an. Während Antigene die B- und T-Zellen nur über spezifisch bindende Rezeptoren aktivieren können (echte Immunantwort), reagieren Mitogene durch Stimulation dieser Zelltypen (keine spezifische Immunantwort). Wegen dieser Fähigkeit werden sie als polyklonale Aktivatoren bezeichnet.
Eine wichtige Mitogen-Gruppe sind die Lektine (Zucker-bindende Proteine), die spezifisch an Membran-Glykoproteine verschiedener Zellen binden, einschließlich der Lymphozyten. Lektine führen oft zu Agglutinationen, was Zellaktivierung und Proliferation zur Folge hat. Einige Lektine aktivieren speziell B-Zellen, andere ausschließlich T-Zellen, wieder andere beide Zelltypen.
Bekannte Lektine sind: 
- Concanavalin A (ConA) (nur T-Zell-Aktivierung)
- Phytohämagglutinin (PHA) (nur T-Zell-Aktivierung)
- Pokeweed-Mitogen (PWM = Kermesbeeren) (B- und T-Zell-Aktivierung).

Nicht alle Mitogene sind Lektine. Die Lipopolysaccharide (LPS) aus Zellwänden Gram-negativer Bakterien wirken mitogen auf B-Zellen. Sogenannte Superantigene sind die potentesten T-Zell-Mitogene. Sie verknüpfen den Haupthistokompatibilitätskomplex (MHC II) einer Antigenpräsentierenden Zelle (APC) und den T-Zell-Rezeptor einer Helfer- oder zytotoxischen T-Zelle, indem sie sich außen an die beiden Moleküle heften. Die Bindung ist Antigen-unabhängig. Die T-Zellen werden aktiviert und produzieren Zytokine im Übermaß. 
Bekannte Superantigene sind u. a. das Enterotoxin A bzw. das TSS-Toxin von Staphylococcus aureus, welches das unter Umständen tödlich verlaufende Toxische Schock Syndrom (TSS) hervorrufen kann sowie das Staphylokokken Enterotoxin B (SEB).